# Kasteel Polanen

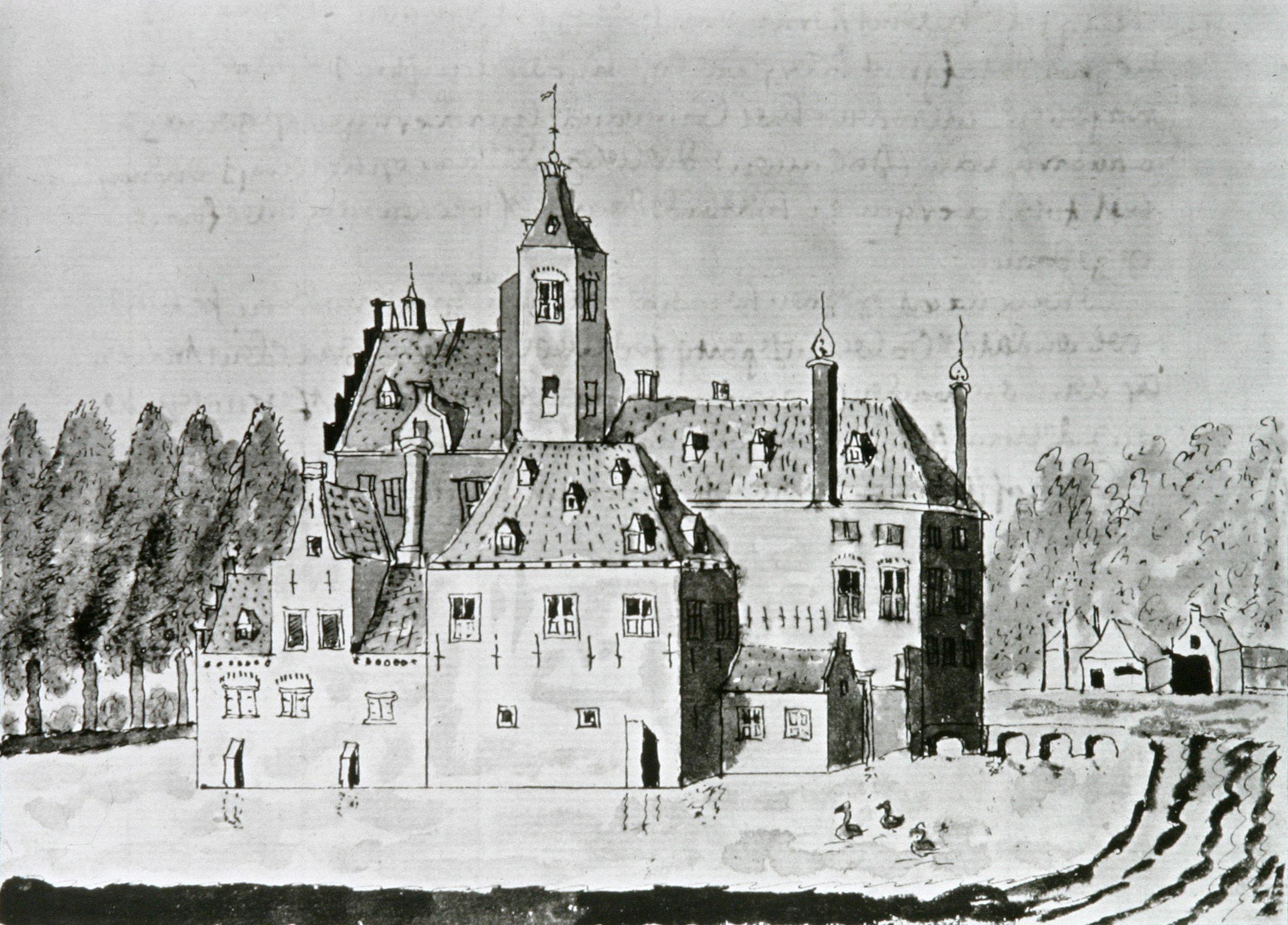
Kasteel Polanen, tekening uit 1620

Kasteel Polanen was het Zuid-Hollandse stamhuis van de adellijke familie Van Polanen. Het stond even ten oosten van het Zuid-Hollandse Monster, in de buurt van de tegenwoordige Madeweg.

## Bouwgeschiedenis
De overblijfselen van het middeleeuwse kasteel zijn in 1981 opgegraven. Daarbij werden onder andere de zware fundamenten van een donjon van zeven bij zeven meter zichtbaar. 
Het kasteel was gebouwd op een eiland van 40x30 meter. De zware donjon die gelegen lag in de noordoostelijke hoek dateerde uit eind dertiende eeuw. Rondom het eiland lag een gracht van 12 meter breed. Na de bouw zijn er bijgebouwen aan het huis toegevoegd. Volledig ommuurd is het eiland nooit geweest. Uit opgravingen is gebleken dat de familie hier niet jaarrond woonde, maar waarschijnlijk alleen gedurende de zomers. De rest van het jaar verbleef het gezin in een ander kasteel dat in hun bezit was. 

## Teloorgang
In 1351, gedurende de Hoekse en Kabeljauwse twisten werd het kasteel twee weken lang belegerd door de Hollandse graaf Willem V voordat het kon worden ingenomen.
Engelse huursoldaten schoten het met een blijde in puin. Enkele jaren later herbouwde Philips I van Polanen het kasteel. In 1393 liet graaf Albrecht van Beieren het slopen. Op de plaats van het verwoeste slot verrees een hofstede.

## Hofstede
Op de naast het gesloopte kasteel gebouwde hofstede heeft waarschijnlijk een bastaard van Jan II van Polanen gewoond. Dit erf was omringd door een veel smallere gracht, die nog een keer werd verlegd om binnenin meer ruimte te krijgen. Het huis had de aanblik van een boerderij, maar het bezat omwille van het aanzien toch nog een bescheiden torentje.

## Folly
Bij een opgraving in 1981 kwamen meters dikke fundamenten van kloostermoppen aan het licht. Nadat de bakstenen waren afgekeurd om gebruikt te worden bij restauraties elders, besloot de eigenaar van villa Nieuw Polanen in 1993 er een folly (pseudo-ruïne) van te bouwen op de terreinen van het voormalige kasteel.